# Maria Cristina Messa
Maria Cristina Messa (8. října 1961 Monza) je italská lékařka a akademička, v letech 2021 až 2022 ministryně univerzit a výzkumu ve vládě Maria Draghiho.
Je řádnou profesorkou pro obor diagnostických zobrazovacích metod a radioterapie na Univerzitě Bicocca, jejíž rektorkou byla v letech 2013 až 2019.

## Životopis
Narodila se v Monze a vyrůstala v Miláně. Je vdaná za Paola, rovněž lékaře. Seznámili se na střední škole. Má dvě děti, Beatrice a o pět let mladšího Giorgia.
Vystudovala medicínu a chirurgii (1986) se specializací v nukleární medicíně (1989) na Milánské univerzitě a absolvovala několik studijních pobytů v USA a Anglii.
Po výzkumné stáži v nemocnici San Raffaele v Miláně se v roce 2001 stala docentkou Univerzity Bicocca a v roce 2013 řádnou profesorkou.
V letech 2013 až 2019 byla rektorkou Univerzity Bicocca. Stala se tak první ženou ve funkci rektorky v rámci univerzit v Miláně, a čtvrtou rektorkou v rámci celé Itálie. Jako členka Rady Konference rektorů italských univerzit (CRUI) měla na starosti výzkum. Jako rektorka byla předsedkyní meziuniverzitní nadace (od roku 2017) a členkou koordinačního výboru Human Technopole. V letech 2011 až 2015 byla viceprezidentkou CNR.
Na evropské úrovni je od roku 2013 italskou delegátkou MIUR v programu Horizon 2020.
V roce 2014 získala cenu Marisy Bellisario Donne ad alta quota.
Zabývá se diagnostickými zobrazovacími metodami a nukleární medicínou s aplikacemi na neurodegenerativní a nádorové transformace. Scopus jí přiřazuje 189 prací s 8960 citacemi a Hirschovým indexem 52. Objevuje se na seznamu 2 % nejlepších vědců Stanfordovy univerzity, pokud jde o počet publikací a citací.
Dne 13. února 2021 se stala ministryní univerzit a výzkumu ve vládě Maria Draghiho. Je první ženou v této funkci (šestou, pokud vezmeme v úvahu období sloučení s ministerstvem školství).